# Rincon Zuid
Rincon Zuid – dzielnica (buurt) wsi Rincon w gminie zamorskiej Bonaire, na wyspie o tej samej nazwie, w Holandii Karaibskiej. 1 stycznia 2020 r. liczyła 903 mieszkańców. 